# Maluuba
Maluuba es una empresa tecnológica canadiense enfocada en la investigación sobre inteligencia artificial y el procesamiento de lenguajes naturales. Fue fundada en el año 2011 y adquirida por Microsoft en el 2017.
En marzo de 2016, la empresa demostró una máquina que tenía la capacidad de captar las respuestas arbitrarias sobre el libro de Harry Potter y la piedra filosofal. Maluuba es un lenguaje natural de procesamiento cuya tecnología es utilizada en aparatos electrónicos y ha sido implementado en alrededor de 50 millones de dispositivos.

## Historia
Maluuba fue fundada por dos estudiantes de la Universidad de Waterloo, Sam Pasupalak y Kaheer Suleman. Su prueba inicial de concepto fue un programa que permitía a los usuarios buscar vuelos usando su voz.
En febrero de 2012, obtuvo $2.000.000 de dólares en fondos iniciales de Samsung Ventures.
Desde 2013, se ha asociado con varias compañías en el área de teléfonos inteligentes, TV inteligente, automotriz y IoT.
En agosto de 2015, obtuvo una inversión de  $9.000.000 de dólares de la Serie A de Nautilus Ventures y Emerllion Capital. Luego, en diciembre de 2015, Maluuba abrió un laboratorio de I + D en Montreal, Quebec.
Para 2016, la compañía empleaba a más de 50 personas y había publicado 15 trabajos de investigación revisados por pares centrados en la comprensión del idioma.
El 13 de enero de 2017, Maluuba anunció que habían sido adquiridos por Microsoft por $140.000.000 de dólares. En julio de 2017, según los informes, Maluuba cerró su oficina de Kitchener, Waterloo y trasladó a los empleados a su oficina de Montreal. 

## Búsqueda
El centro de investigación de Maluuba abrió en Montreal, Quebec en diciembre de 2015. El laboratorio fue asesorado por Yoshua Bengio (Universidad de Montreal) y Richard Sutton (Universidad de Alberta). Antes de su adquisición por Microsoft, el laboratorio publicó 15 artículos revisados por pares. El laboratorio también se asoció con universidades locales: el laboratorio MILA de la Universidad de Montreal y la Universidad McGill.

### Comprensión de lectura de máquina (MRC)
En marzo de 2016, Maluuba demostró su tecnología de comprensión de lectura automática en el MCTest, superando a otros enfoques de coincidencia de palabras en un 8%.
Maluuba continuó su trabajo en MRC durante 2016. En junio, la compañía mostró un programa llamado EpiReader que superó a Facebook y Google en las pruebas de comprensión de máquinas. Varios equipos de investigación pudieron igualar los resultados de Maluuba desde que se publicó el documento. EpiReader hizo uso de 2 grandes conjuntos de datos, el conjunto de datos CNN/Daily Mail lanzado por Google DeepMind, que comprende más de 300,000 artículos de noticias; y el Children's Book Test, publicado por Facebook Research, compuesto por 98 libros para niños de código abierto bajo el Proyecto Gutenberg.
Luego de este logro, la compañía lanzó 2 conjuntos de datos en lenguaje natural: NewsQA, enfocado en la comprensión y Frames, enfocado en el diálogo.

### Sistemas de diálogo
La compañía ha publicado resultados de investigaciones sobre sistemas de diálogo que comprenden la comprensión del lenguaje natural, el seguimiento del estado y la generación del lenguaje natural. Maluuba publicó un documento de investigación sobre políticas de diálogo de aprendizaje con refuerzo profundo. En 2016, Maluuba también lanzó libremente el conjunto de datos Frames, que es un gran corpus de conversaciones generado por humanos.

### Aprendizaje reforzado
La compañía realiza investigaciones sobre el aprendizaje por refuerzo en el que los agentes inteligentes están motivados para tomar medidas dentro de un entorno establecido con el fin de maximizar una recompensa. El equipo de investigación también ha publicado varios artículos sobre escalabilidad.
En junio de 2017, el equipo de Maluuba fue el primero en vencer al juego Ms. Pac-Man para el sistema Atari 2600.

## Aplicaciones
Se han propuesto numerosas aplicaciones para la tecnología de Maluuba en la industria y se están comercializando varias aplicaciones.
Una de las primeras aplicaciones de la tecnología de lenguaje natural de Maluuba ha sido el asistente para teléfonos inteligentes. Estos sistemas permiten a los usuarios hablar a su teléfono y obtener resultados directos a su pregunta (en lugar de simplemente ver un mar de enlaces web azules que apuntan a posibles respuestas a su pregunta). La compañía recaudó $9 millones en 2015 para llevar su tecnología de asistente de voz a los sectores automotriz y IOT.